# Султанахмет (площадь)
Пло́щадь Султанахме́т (Ахмедие́, Ипподро́м; тур. Sultanahmet Meydanı) — главная площадь Стамбула, расположенная в историческом центре города в микрорайоне Султанахмет района Фатих. Состоит из двух частей: площади между Айя-Софией и Голубой мечетью и непосредственно площади Ипподрома (тур. At Meydanı), на которой до нашего времени сохранились колонны и обелиски, установленные в византийский период, и Немецкий фонтан, подаренный городу и султану Абдул-Хамиду II кайзером Вильгельмом II. Площадь получила название по мечети Султана Ахмета (Голубой мечети), находящейся на ней.

## Ипподром

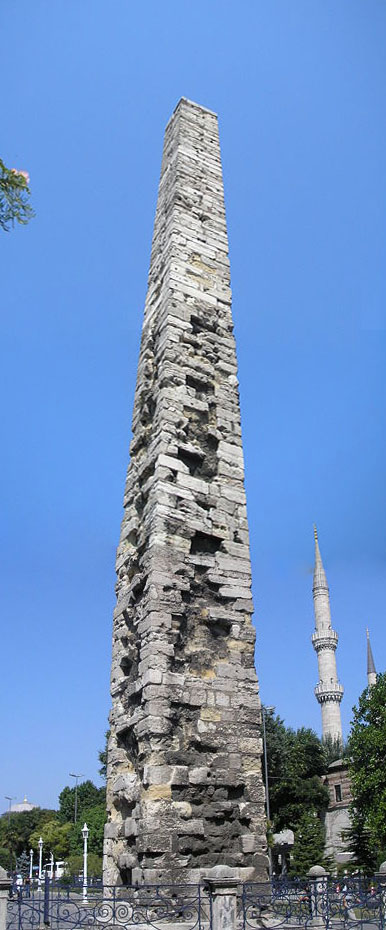
Обелиск Константина

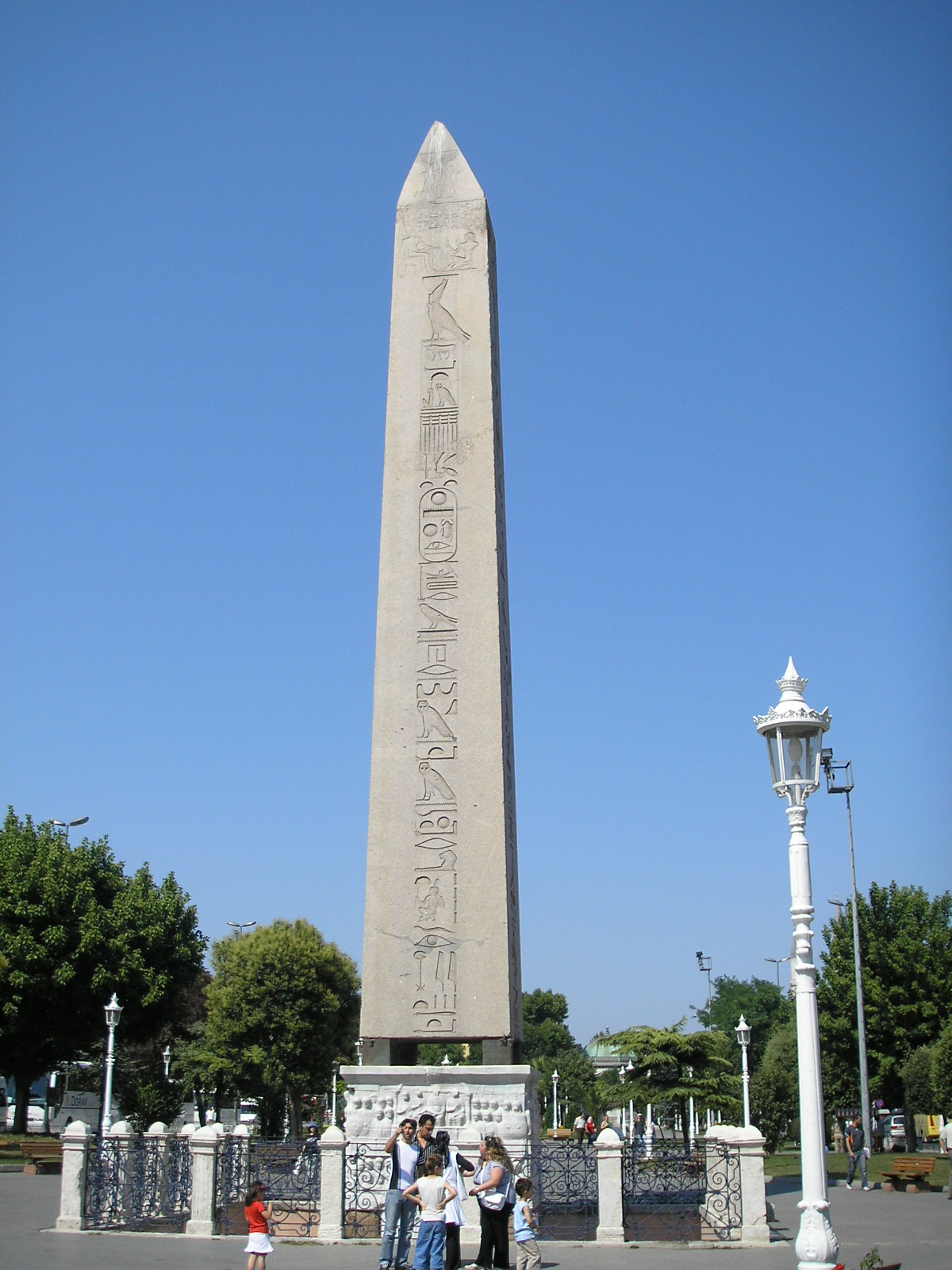
Египетский обелиск

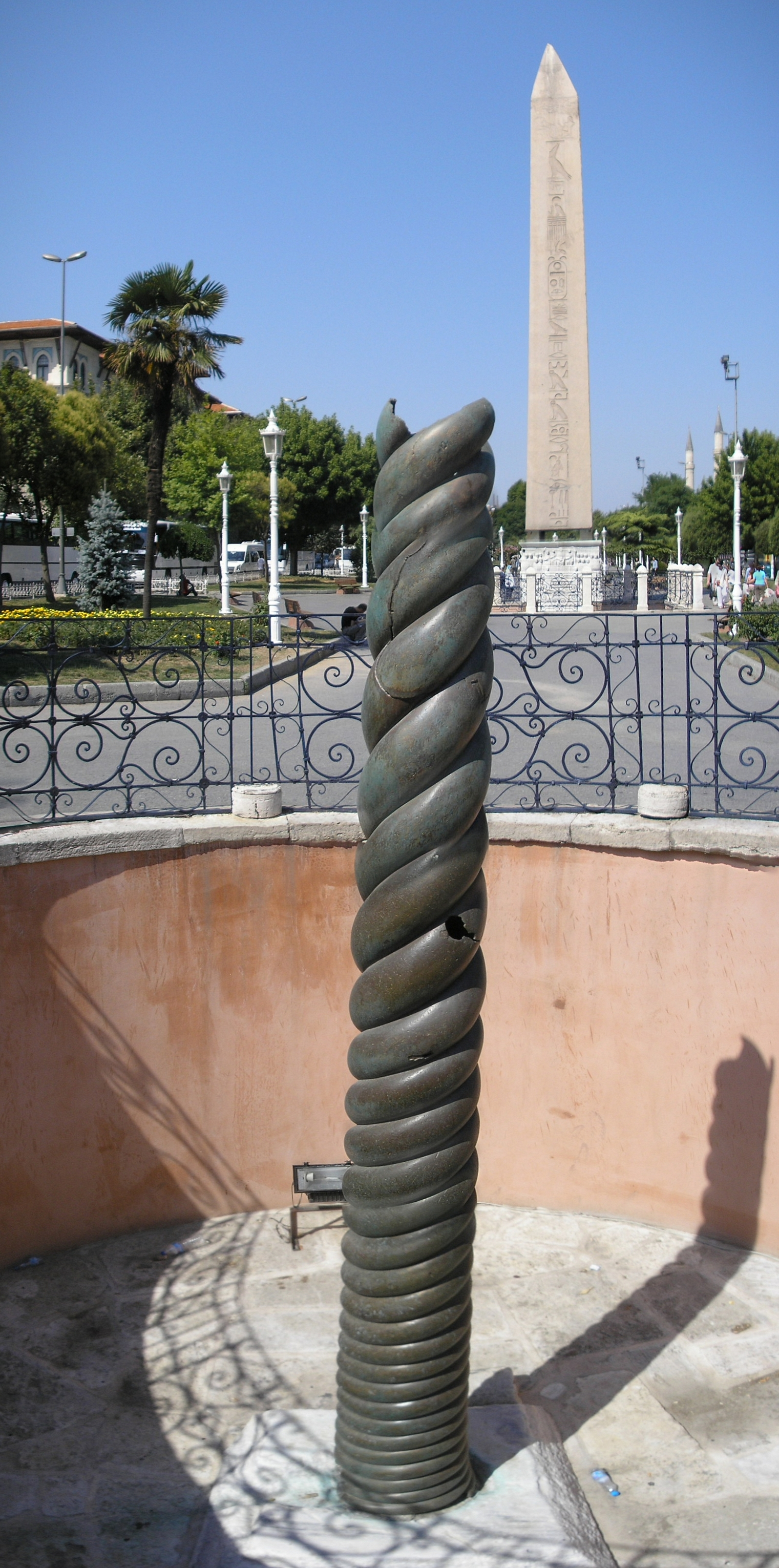
Змеиная колонна

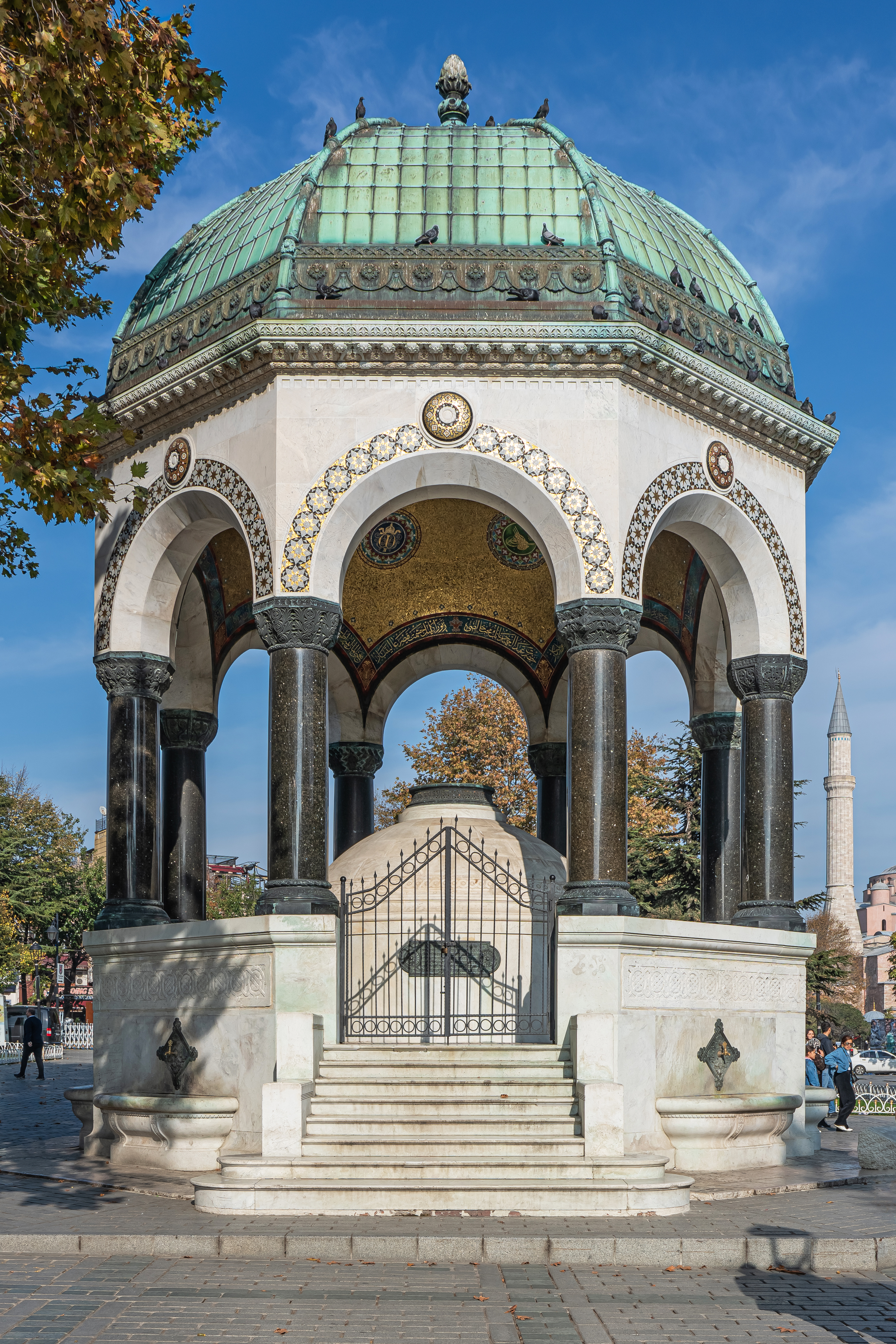
Немецкий фонтан

Часть площади Султанахмет находится на месте древнего Ипподрома, строительство которого было начато римским императором Септимием Севером в 203 году, когда город ещё назывался Византием. В 330—334 годах император Константин, создавая новую столицу, полностью перестроил Ипподром. После перестройки сооружение имело размеры около 450 метров в длину и 120 метров в ширину, а вместимость ипподрома составляла около 100 000 человек. Вход на ипподром был с северной стороны, примерно там, где сейчас установлен Немецкий фонтан. Ипподром украшала знаменитая квадрига, вывезенная в 1204 году в Венецию.
На ипподроме проводились гонки колесниц. Накал страстей среди болельщиков приводил к крупным потасовкам, а иногда и бунтам. Болельщики зрелищ (гладиаторских боёв, а затем, с введением христианства, — цирков и ипподромов) как в старой Римской, так и в Восточной империях делились на несколько группировок по цветам, в частности, колесниц, за которые болели и которые ими содержались: красные, белые, голубые, зелёные. На протяжении нескольких веков самыми крупными и влиятельными были две основные категории — «голубые» (венеты) и «зелёные» (прасины).
Обычно императоры благоволили какой-либо группировке. Анастасий I — прасинам, Юстин I, Юстиниан Великий и его жена императрица Феодора — венетам. Феодора в детстве, после смерти своего отца — смотрителя зверей в цирке — была отвергнута прасинами, и семье дали кров и работу «голубые». Только император-философ Марк Аврелий однажды заявил, что его сердце никогда не поддерживало ни прасинов, ни венетов.
Самый крупный бунт объединившихся венетов и прасинов, который получил название восстание «Ника», произошёл при правлении императора Юстиниана в 532 году. В результате восстания Константинополь был существенно разрушен, а при его подавлении на ипподроме было убито около 35 000 человек.
После завоевания турками Константинополя в 1453 году Ипподром использовался лишь в качестве места проведения различных представлений, ярмарок и других увеселительных мероприятий. Янычары организовывали здесь представления и протесты. В XV-XVI веках сооружение постепенно разбиралось для строительства дворцов Топкапы и Ибрагим Паши, а также фундамента мечети Султанахмет. Сфендон сооружения остался целым, но окна в нем турки заложили кирпичом. Изыскания обнаружили в сфендоне громадные пустые помещения, частично залитые грунтовой водой. Также были обнаружены подземные ходы, ведущие к дворцам Ибрагим Паши и Топкапы под поверхностью площади Султанахмет. 

### Египетский обелиск
Египетский обелиск, или обелиск Феодосия (тур. Dikilitaş), был привезён из Луксора в 390 году по приказу императора Феодосия I и установлен на Ипподроме на специально изготовленном мраморном постаменте. На постаменте изображены разные сцены с участием императора Феодосия и сцена установки обелиска на Ипподроме. Обелиск является самой старой «постройкой» Стамбула — его возраст датируется XVI веком до н. э. Он изготовлен из бело-розового асуанского гранита, а его вес достигает 300 тонн. На всех сторонах обелиска имеются египетские иероглифы, изображающие героические деяния фараона Тутмоса III, в верхней части изображён фараон и бог Амон. При перевозке оригинал обелиска длиною 32,5 м был укорочен, в настоящее время его высота вместе с пьедесталом достигает 18,80 метров.

### Змеиная колонна
Змеиная колонна (тур. Yılanlı Sütun) была привезена из дельфийского святилища Аполлона в Греции в 326 году по приказу императора Константина Великого. Колонна символизировала победу 479 года до н. э. греческих городов-государств над персами при Платеях. Изначально эта колонна высотой 6,5 метров изображала трёх переплетённых змей и была увенчана трёхногой золотой чашей, причём сами змеи были вылиты из бронзовых щитов павших персов. Чаша была утеряна в античные времена, а змеиные головы были разбиты в 1700 году. Сегодня одна из этих голов находится среди экспонатов Стамбульского археологического музея. В византийские времена колонна использовалась в качестве фонтана и имела 29 ажурных углублений на бронзовом основании. В настоящее время высота колонны составляет 5 метров.

### Обелиск Константина
Колосс (Ажурная каменная колонна) (тур. Örme Dikilitaş или Konstantin Dikilitaşı, англ. Walled Obelisk) был построен из каменных блоков по приказу императора Константина VII в честь памяти своего деда Василия I. Первоначальная высота колонны была 32 метра, она была покрыта позолоченными бронзовыми (по другой версии — медными) листами, которые были содраны и переплавлены крестоносцами во время Четвёртого крестового похода (1204 год). В настоящее время высота колонны составляет 21 метр.

### Немецкий фонтан
Немецкий фонтан (тур. Alman Çeşmesi, нем. Deutscher Brunnen) является подарком немецкого кайзера Вильгельма II, который посетил Стамбул в 1898 году. Фонтан сделали в Германии и в разобранном виде привезли и установили на площади Ипподром в 1900 году. Фонтан выполнен в неовизантийском стиле в виде восьмиугольника и украшен изнутри золотыми мозаиками. На внутренней стороне купола, поддерживаемого колоннами, можно увидеть монограмму султана Абдул-Хамида II и инициалы кайзера Вильгельма II.